# Seis dias de Nouméa
Os Seis Dias de Nouméa são uma carreira ciclista de seis dias disputada em Nouméa, na França. Dezoito edições têm lugar entre 1977 e 2003.

## Palmarés
| Ano     | Ganhador                              | Segundo                            | Terceiro                            |
| ------- | ------------------------------------- | ---------------------------------- | ----------------------------------- |
| 1977    | Paul Bonno Daniel Morelon             | Keith Oliver John Trevorrow        | Jean-Claude Lecourieux Jean Testard |
| 1978-79 | Não-disputados                        |                                    |                                     |
| 1980    | Maurizio Bidinost Bernard Vallet      | Kelvin Poole Gary Sutton           | Daniel Gisiger Patrick Moerlen      |
| 1981    | Maurizio Bidinost Francesco Moser     | Serge Beucherie Alain Bondue       | Jean-Claude Lecourieux Roy Schuiten |
| 1982    | Diederik Foubert Daniel Gisiger       | Michael Grenda George West         | Pascal Carrara Jens Schröder        |
| 1983-88 | Não-disputados                        |                                    |                                     |
| 1989    | Jamie Kelly Mark Victor               | Gary Anderson Stuart McLeay        | Gerd Dörich Udo Liehner             |
| 1990    | Andreas Beikirch Frank Kuhn           | Hervé Dagorne Éric Magnin          | Frédéric Aubert Christophe Bonte    |
| 1991    | Não-disputado                         |                                    |                                     |
| 1992    | Michel Dubreuil Scott McGrory         | Daniel Pandelé Dominica Père       | Graeme Miller Jeff Rutter           |
| 1993    | Tony Davis Stephen Pate               | Robert Bartko Stefan Steinweg      | Michel Dubreuil Christian Pierron   |
| 1994    | Jean-Claude Colotti Jean-Michel Monin | Michel Dubreuil Christian Pierron  | Scott McGrory Marc Rousseau         |
| 1995    | Serge Barbara Glen Thomson            | Graeme Miller Jean-Michel Tessier  | Christophe Capelle Pascal Chanteur  |
| 1996    | Michel Dubreuil Carlos Da Cruz        | Christian Pierron Andreas Walzer   | Jean-Michel Tessier Robert Sassone  |
| 1997    | Jean-Michel Monin Christian Pierron   | Jean-Michel Tessier Robert Sassone | Andy Flickinger Jérôme Neuville     |
| 1998    | Jean-Michel Tessier Robert Sassone    | Chris Jenner Andreas Walzer        | Thimothy Lyons Michael Rogers       |
| 1999    | Christian Pierron Robert Sassone      | Hilton Clarke Troy Clarke          | Steeve Clavier Nicolas Nagle        |
| 2000    | Danny Clark Graeme Brown              | Greg Henderson Lee Vertongen       | Gareth Atkins Nathan Clark          |
| 2001    | Jean-Michel Tessier Robert Sassone    | Steeve Clavier Nicolas Nagle       | Gareth Atkins Nathan Clark          |
| 2002    | Jean-Michel Tessier Adriano Baffi     | Franck Perque Jérôme Neuville      | Erik Weispfennig Stefan Steinweg    |
| 2003    | Jean-Michel Tessier Robert Sassone    | Erik Weispfennig Stefan Steinweg   | Franck Perque Fabien Merciris       |